# Stazione di Vught
Vught, è una stazione ferroviaria passante di superficie sulla linea ferroviaria Utrecht-Boxtel nella città di Vught, Paesi Bassi.